# Curamilla
La Curamilla (del mapudungun cura: piedra y del milla: oro), es una piedra mágica, perteneciente a la mitología chilota

## Descripción
Se dice que la curamilla es una gran piedra mágica de oro macizo de forma cónica, que tiene la característica de brillar intensamente cuando es tocada por los primeros rayos del sol, el cual le da su energía, que le proporciona su poder.

## Leyenda
Según la leyenda, en la antigüedad existía una misteriosa y hermosa joven, que vivía en una misteriosa caverna; que según la tradición, más allá de donde la caverna actualmente está bloqueada, producto del terremoto de 1960 que azotó al sur de Chile, una persona podía llegar hasta el interior de la tierra. Esta caverna se encuentra en la zona cercana al lago Cucao, siguiendo el curso del río. Se dice que esta joven en cada verano, siempre al amanecer, salía de esta misteriosa caverna y se dirigía a nadar en el lago. Esta joven era tan bella que siempre después de que la joven salía del agua, emergía del lago una gran y misteriosa piedra para observarla. Esta piedra era la mágica Curamilla, que estaba habitando en aquel lago; la cual al asomarse para observar a la joven, con ello también atraía felicidad y buena salud a todos los habitantes de la zona. Con el paso del tiempo, este hecho se hizo muy famoso y todos disfrutaban de la bendición de la curamilla. 
Un día un forastero se enteró de este hecho, y le entró la codicia al enterarse de que esta piedra mágica era de oro. Así, fue como este forastero decidió hacer un plan para apoderarse de la Curamilla; y espero escondido en los matorrales, a que apareciera la misteriosa joven. Pero en el momento de que apareció la joven, el forastero se enamoró perdidamente de ella, olvidándose de atrapar a la Curamilla; y fue así como ambos se enamoraron, y se fueron a vivir a tierras muy lejanas para no volver jamás. Al no volver la joven al lago, la curamilla muy triste, decidió no volver más a emerger en este lago, y debido a ello nunca más fue vista la curamilla, y desde ese momento se desconoce su ubicación.
Desde ese día, muchas personas, entre ellos los Calcus, brujos de Chiloé y Machis, han buscado a la Curamillla o un trozo de ella. Pero el motivo de las Machis, no es la codicia; ya que saben que la persona que posea un trozo de la Curamilla, obtendrá para él y las personas cercanas, la felicidad y otros dones que proporciona esta mágica piedra.